# American Society of Cinematographers Awards 2022
A 37.ª edição da American Society of Cinematographers Awards foi apresentada no dia 5 de março de 2023 no The Beverly Hilton em Beverly Hills, Califórnia. Os indicados a cerimônia foram anunciados no dia 9 de Janeiro de 2023. A cerimônia teve como principal objetivo prestigiar as principais realizações no que tange a cinematografia tanto no cinema quanto na televisão no ano de 2022. 
Os vencedores foram anunciados através de uma transmissão apresentada por Ben Mankiewicz ao vivo no canal oficial do youtube da American Society of Cinematographers. A atriz Viola Davis recebeu o prêmio Board of the Governors em homenagem às suas "contribuições inovadoras ao espaço cinematográfico".

## Vencedores e Indicados
As siglas junto ao nome dos indicados é referente à associação ao qual fazem parte seja a ASC ou demais organizações mundialmente.
Vencedores estão destacados em negrito.

### Cinema
| Melhor Cinematografia em Filme | Prêmio de Destaque em Cinematografia (Spotlight Award)                                                            |
| --- | --- |
| Mandy Walker, ASC, ACS – Elvis - Roger Deakins, ASC, BSC – Empire of Light - Greig Fraser, ASC, ACS – The Batman - Darius Khondji, ASC, AFC – Bardo, falsa crónica de unas cuantas verdades - Claudio Miranda, ASC – Top Gun: Maverick | Sturla Brandth Grøvlen, DFF – War Sailor - Kate McCullough, ISC – The Quiet Girl - Andrew Wheeler – God’s Country |
| Melhor Cinematografia em Documentário | |
| Ben Bernhard e Riju Das – All That Breathes (HBO/HBO Max) - Adam Bricker – Chef’s Table: Pizza (Episódio: “Franco Pepe”) (Netflix) - Wolfgang Held, ASC – This Stolen Country of Mine                                                  | |

### Televisão
| Melhor Cinematografia em Episódio de Uma Hora – Televisão Não Comercial | Melhor Cinematografia em Episódio de Uma Hora – Televisão Comercial |
| --- | --- |
| M. David Mullen, ASC – The Marvelous Mrs. Maisel (Episódio: “How Do You Get to Carnegie Hall?”) (Prime Video) - Catherine Goldschmidt – House of the Dragon (Episódio: “The Lord of the Tides”) (HBO/HBO Max) - John Conroy, ASC, ISC – Westworld (Episódio: “Années Folles”)(HBO/HBO Max) - Alejandro Martinez – House of the Dragon (Episódio: “The Green Council”) (HBO/HBO Max) - Alex Nepomniaschy, ASC – The Marvelous Mrs. Maisel (Episódio: “Everything is Bellmore”) (Prime Video) - Nikolaus Summerer – 1899 (Episódio: “The Calling”) (Netflix) | Jules O'Loughlin, ASC, ACS – The Old Man (Episódio: “IV”) (FX) - Marshall Adams, ASC – Better Call Saul (Episódio: “Saul Gone”)(AMC) - Jesse M. Feldman – Anne Rice's Interview with the Vampire (Episódio: “Is My Very Nature That of the Devil”) (AMC) - Christian “Tico” Herrera, CCR – Snowfall (Episódio: “Departures”) (FX) - Jaime Reynoso, AMC – Snowpiercer (Episódio: “Bound by One Track”) (TNT) |
| Melhor Cinematografia em Filme feito para Televisão, Série Limitada ou Piloto | Melhor Cinematografia em Episódio de Meia Hora |
| Sean Porter – The Old Man (Episódio: “I”) (FX) - Todd Banhazl, ASC – Winning Time: The Rise of the Lakers Dynasty (Episódio: “The Swan”) (HBO/HBO Max) - Jeremy Benning, CSC – Guillermo del Toro's Cabinet of Curiosities (Episódio: “The Outside”) (Netflix) - Anastas Michos, ASC, GSC – Guillermo del Toro's Cabinet of Curiosities (Episódio: “The Autopsy”) (Netflix) - C. Kim Miles, ASC, CSC, MySC por Lost Ollie (Episódio: “Bali Hai”) (Netflix)                                                                                                 | Carl Herse por Barry (Episódio: “Starting Now”) (HBO/HBO Max) - Adam Bricker por Hacks (Episódio: “The Click”) (HBO/HBO Max) - Stephen Murphy BSC, ISC por Atlanta (Episódio: “New Jazz”) (FX) - Ula Pontikos, BSC por Russian Doll (Episódio: “Matryoshka”) (Netflix) - Christian Sprenger, ASC por Atlanta (Episódio: “Andrew Wyeth. Alfred's World.”) (FX)                                               |

## Informações da Cerimônia
Apresentado por Jake Gyllenhaal, o prêmio carreer achievement in television award foi entregue a Fred Murphy. Alejandro González Iñárritu foi convidado para homenagear Darius Khondji entregando-lhe o prêmio internacional (Internacional Award). Presidents Awards foram entregues por John Simmons a Charlie Lieberman. Octavia Spencer apresentou o lifetime achievement award a Stephen Goldblatt .